# Bahnstrecke Engers–Au
| Streckennummer (DB): | 3032 |                                    |                                    |
| Kursbuchstrecke (DB): | ehem. 421, 423 |                                    |                                    |
| Kursbuchstrecke: | 166s (Engers–Siershahn 1934) 166p (Siershahn–Altenk. 1934) 166m (Flammersfeld–AK 1934) 166r (Altenkirchen–Au (S) 1934) 194t (Engers–Siershahn 1946) 194p (Siershahn–Altenk. 1946) 194k (Flammersfeld–AK 1946) 194r (Altenkirchen–Au (S) 1946) |                                    |                                    |
| Streckenlänge: | 74,0 km |                                    |                                    |
| Spurweite: | 1435 mm (Normalspur) |                                    |                                    |
| Streckenklasse: | D4 |                                    |                                    |
| | |                                    |                                    |
| \| \| \| von Mülheim (R) über Bonn-Beuel \| \| \| \| \| vom Abzw Neuwied Rheinbrücke \| \| \| \| 0,0 \| Engers \| 70 m \| \| \| \| nach Wiesbaden \| \| \| \| 2,8 \| Bendorf-Sayn \| Bendorf-Sayn \| \| \| 2,8 \| Neitzert (Anst) \| Neitzert (Anst) \| \| \| 3,4 \| Sayner Tunnel (146 m) \| Sayner Tunnel (146 m) \| \| \| \| Kletterwald \| \| \| \| \| Brexbach \| \| \| \| 4,4 \| Burg-Tunnel (117 m) \| Burg-Tunnel (117 m) \| \| \| \| Pfadfinderlager \| \| \| \| \| Brexbach \| \| \| \| \| Brexbachtal \| \| \| \| 7,2 \| Teufelsberg-Tunnel (108 m) \| Teufelsberg-Tunnel (108 m) \| \| \| 9,9 \| Mühlberg-Tunnel (226 m) \| Mühlberg-Tunnel (226 m) \| \| \| 11,1 \| Grenzauer Tunnel (111 m) \| Grenzauer Tunnel (111 m) \| \| \| 11,5 \| Moosberg-Tunnel (85 m) \| Moosberg-Tunnel (85 m) \| \| \| \| von Hillscheid (Westerw) \| \| \| \| 11,9 \| Grenzau (Keilbahnhof) \| 240 m \| \| \| \| Kammerforst \| \| \| \| \| Hüttenfeld-Tunnel (41 m) \| \| \| \| \| Hundsdorf \| \| \| \| \| Fuchs \| \| \| \| \| Neitzert \| \| \| \| 17,4 \| Ransbach (Westerw) \| Ransbach (Westerw) \| \| \| 19,1 \| Anschluss Ludwig \| Anschluss Ludwig \| \| \| \| Schnellfahrstrecke Köln–Rhein/Main \| \| \| \| 19,4 \| Ebernhahn \| Ebernhahn \| \| \| \| von Limburg-Staffel \| \| \| \| 21,6 \| Siershahn \| Siershahn \| \| \| 23,1 \| Mogendorf \| Mogendorf \| \| \| 25,3 \| Nordhofen \| Nordhofen \| \| \| 27,7 \| Selters (Westerw) \| 264 m \| \| \| \| nach Hachenburg (Meterspur) \| \| \| \| \| Schütz Behälterbau \| \| \| \| \| DB Netz – Lappwaldbahn \| \| \| \| \| Goddert [Anm. 1] \| \| \| \| 31,2 \| Marienrachdorf \| Marienrachdorf \| \| \| 33,5 \| Brückrachdorf \| Brückrachdorf \| \| \| 36,4 \| Dierdorf (Bz Koblenz) \| Dierdorf (Bz Koblenz) \| \| \| 38,6 \| Wienau \| Wienau \| \| \| 41,3 \| Raubach \| Raubach \| \| \| 42,6 \| Hedwigsthal Papierfabrik \| Hedwigsthal Papierfabrik \| \| \| 44,3 \| Puderbach \| 207 m \| \| \| 45,5 \| Reichensteiner Tunnel (22 m) \| Reichensteiner Tunnel (22 m) \| \| \| 45,7 \| Reichenstein \| Reichenstein \| \| \| 48,9 \| Seifener Tunnel (38 m) \| Seifener Tunnel (38 m) \| \| \| 49,4 \| Seifen (Westerw) \| Seifen (Westerw) \| \| \| 50,5 \| Wied \| Wied \| \| \| 50,4 \| von Linz (Rhein) \| von Linz (Rhein) \| \| \| 50,0 \| Wied \| Wied \| \| \| 51,6 \| Flammersfeld \| Flammersfeld \| \| \| 54,0 \| Berzhausen \| Berzhausen \| \| \| 56,4 \| Neitersen (Anst, ehem. Bf) \| Neitersen (Anst, ehem. Bf) \| \| \| 57,7 \| Schöneberg \| Schöneberg \| \| \| \| Lappwaldbahn – DB Netz \| \| \| \| 61,1 \| Altenkirchen (Westerw) \| 215 m \| \| \| \| nach Limburg (Lahn) \| \| \| \| 63,4 \| Dieperzen [Anm. 1] \| Dieperzen [Anm. 1] \| \| \| 65,4 \| Obererbach \| 260 m \| \| \| 66,5 \| Marienthaler Tunnel (1050 m) \| Marienthaler Tunnel (1050 m) \| \| \| 67,8 \| Kloster Marienthal \| Kloster Marienthal \| \| \| 69,0 \| Breitscheidt \| Breitscheidt \| \| \| 71,8 \| Pracht Hohegrete \| Pracht Hohegrete \| \| \| 72,5 \| Landesgrenze RLP/NRW \| Landesgrenze RLP/NRW \| \| \| 72,7 \| Geilhausen \| Geilhausen \| \| \| 73,2 \| Sieg \| Sieg \| \| \| \| von Köln \| \| \| \| 74,0 \| Au (Sieg) \| 145 m \| \| \| \| nach Siegen \| \| \| \| \| \| \| \| Quellen: [1][2][3] \| \| \| \| | |                                    |                                    |
| | | von Mülheim (R) über Bonn-Beuel    |                                    |
| Abzweig geradeaus und ehemals von rechts | | vom Abzw Neuwied Rheinbrücke       | vom Abzw Neuwied Rheinbrücke       |
| Bahnhof | 0,0 | Engers                             | 70 m                               |
| Abzweig geradeaus und nach rechts | | nach Wiesbaden                     | nach Wiesbaden                     |
| Bahnhof | 2,8 | Bendorf-Sayn                       | Bendorf-Sayn                       |
| ehemalige Blockstelle | 2,8 | Neitzert (Anst)                    | Neitzert (Anst)                    |
| Tunnel | 3,4 | Sayner Tunnel (146 m)              | Sayner Tunnel (146 m)              |
| Haltepunkt / Haltestelle Strecke ab hier außer Betrieb | | Kletterwald                        | Kletterwald                        |
| Brücke über Wasserlauf (Strecke außer Betrieb) | | Brexbach                           | Brexbach                           |
| Tunnel (Strecke außer Betrieb) | 4,4 | Burg-Tunnel (117 m)                | Burg-Tunnel (117 m)                |
| Haltepunkt / Haltestelle (Strecke außer Betrieb) | | Pfadfinderlager                    | Pfadfinderlager                    |
| Brücke über Wasserlauf (Strecke außer Betrieb) | | Brexbach                           | Brexbach                           |
| Haltepunkt / Haltestelle (Strecke außer Betrieb) | | Brexbachtal                        | Brexbachtal                        |
| Tunnel (Strecke außer Betrieb) | 7,2 | Teufelsberg-Tunnel (108 m)         | Teufelsberg-Tunnel (108 m)         |
| Tunnel (Strecke außer Betrieb) | 9,9 | Mühlberg-Tunnel (226 m)            | Mühlberg-Tunnel (226 m)            |
| Tunnel (Strecke außer Betrieb) | 11,1 | Grenzauer Tunnel (111 m)           | Grenzauer Tunnel (111 m)           |
| Tunnel (Strecke außer Betrieb) | 11,5 | Moosberg-Tunnel (85 m)             | Moosberg-Tunnel (85 m)             |
| Abzweig ehemals geradeaus und von rechts | | von Hillscheid (Westerw)           | von Hillscheid (Westerw)           |
| Bahnhof | 11,9 | Grenzau (Keilbahnhof)              | 240 m                              |
| ehemaliger Haltepunkt / Haltestelle | | Kammerforst                        | Kammerforst                        |
| Tunnel | | Hüttenfeld-Tunnel (41 m)           | Hüttenfeld-Tunnel (41 m)           |
| Haltepunkt / Haltestelle | | Hundsdorf                          | Hundsdorf                          |
| ehemalige Blockstelle | | Fuchs                              | Fuchs                              |
| ehemalige Blockstelle | | Neitzert                           | Neitzert                           |
| Bahnhof | 17,4 | Ransbach (Westerw)                 | Ransbach (Westerw)                 |
| ehemalige Blockstelle | 19,1 | Anschluss Ludwig                   | Anschluss Ludwig                   |
| Kreuzung geradeaus unten | | Schnellfahrstrecke Köln–Rhein/Main | Schnellfahrstrecke Köln–Rhein/Main |
| Haltepunkt / Haltestelle | 19,4 | Ebernhahn                          | Ebernhahn                          |
| Abzweig geradeaus und von rechts | | von Limburg-Staffel                | von Limburg-Staffel                |
| Bahnhof | 21,6 | Siershahn                          | Siershahn                          |
| ehemaliger Haltepunkt / Haltestelle | 23,1 | Mogendorf                          | Mogendorf                          |
| ehemaliger Haltepunkt / Haltestelle | 25,3 | Nordhofen                          | Nordhofen                          |
| ehemaliger Bahnhof | 27,7 | Selters (Westerw)                  | 264 m                              |
| Abzweig geradeaus und ehemals nach rechts | | nach Hachenburg (Meterspur)        | nach Hachenburg (Meterspur)        |
| Dienststation / Betriebs- oder Güterbahnhof | | Schütz Behälterbau                 | Schütz Behälterbau                 |
| Wechsel des Eisenbahninfrastrukturunternehmens | | DB Netz – Lappwaldbahn             | DB Netz – Lappwaldbahn             |
| ehemaliger Haltepunkt / Haltestelle | | Goddert                            | Goddert                            |
| ehemaliger Bahnhof | 31,2 | Marienrachdorf                     | Marienrachdorf                     |
| ehemaliger Haltepunkt / Haltestelle | 33,5 | Brückrachdorf                      | Brückrachdorf                      |
| Dienststelle, ehemals Bahnhof | 36,4 | Dierdorf (Bz Koblenz)              | Dierdorf (Bz Koblenz)              |
| ehemaliger Haltepunkt / Haltestelle | 38,6 | Wienau                             | Wienau                             |
| Dienststelle, ehemals Bahnhof | 41,3 | Raubach                            | Raubach                            |
| ehemalige Blockstelle | 42,6 | Hedwigsthal Papierfabrik           | Hedwigsthal Papierfabrik           |
| Dienststelle, ehemals Bahnhof | 44,3 | Puderbach                          | 207 m                              |
| Tunnel | 45,5 | Reichensteiner Tunnel (22 m)       | Reichensteiner Tunnel (22 m)       |
| ehemaliger Haltepunkt / Haltestelle | 45,7 | Reichenstein                       | Reichenstein                       |
| Tunnel | 48,9 | Seifener Tunnel (38 m)             | Seifener Tunnel (38 m)             |
| ehemaliger Bahnhof | 49,4 | Seifen (Westerw)                   | Seifen (Westerw)                   |
| Brücke über Wasserlauf | 50,5 | Wied                               | Wied                               |
| Abzweig geradeaus und ehemals von links | 50,4 | von Linz (Rhein)                   | von Linz (Rhein)                   |
| Brücke über Wasserlauf | 50,0 | Wied                               | Wied                               |
| ehemaliger Bahnhof | 51,6 | Flammersfeld                       | Flammersfeld                       |
| ehemaliger Haltepunkt / Haltestelle | 54,0 | Berzhausen                         | Berzhausen                         |
| Dienststelle, ehemals Bahnhof | 56,4 | Neitersen (Anst, ehem. Bf)         | Neitersen (Anst, ehem. Bf)         |
| ehemaliger Haltepunkt / Haltestelle | 57,7 | Schöneberg                         | Schöneberg                         |
| Wechsel des Eisenbahninfrastrukturunternehmens | | Lappwaldbahn – DB Netz             | Lappwaldbahn – DB Netz             |
| Bahnhof | 61,1 | Altenkirchen (Westerw)             | 215 m                              |
| Abzweig geradeaus und nach rechts | | nach Limburg (Lahn)                | nach Limburg (Lahn)                |
| ehemaliger Haltepunkt / Haltestelle | 63,4 | Dieperzen                          | Dieperzen                          |
| Haltepunkt / Haltestelle | 65,4 | Obererbach                         | 260 m                              |
| Tunnel | 66,5 | Marienthaler Tunnel (1050 m)       | Marienthaler Tunnel (1050 m)       |
| Haltepunkt / Haltestelle | 67,8 | Kloster Marienthal                 | Kloster Marienthal                 |
| Bahnhof | 69,0 | Breitscheidt                       | Breitscheidt                       |
| Haltepunkt / Haltestelle | 71,8 | Pracht Hohegrete                   | Pracht Hohegrete                   |
| Grenze | 72,5 | Landesgrenze RLP/NRW               | Landesgrenze RLP/NRW               |
| Haltepunkt / Haltestelle | 72,7 | Geilhausen                         | Geilhausen                         |
| Brücke über Wasserlauf | 73,2 | Sieg                               | Sieg                               |
| Abzweig geradeaus und von links | | von Köln                           | von Köln                           |
| Bahnhof | 74,0 | Au (Sieg)                          | 145 m                              |
| | | nach Siegen                        |                                    |
| | |                                    |                                    |
| Quellen: | |                                    |                                    |

Die Bahnstrecke Engers–Au ist eine eingleisige, nicht elektrifizierte Nebenbahn im Westerwald, die abschnittsweise auch als Brexbachtalbahn, kurz: Brex, Holzbachtalbahn oder Oberwesterwaldbahn bezeichnet wird.

## Abschnitt Engers–Siershahn

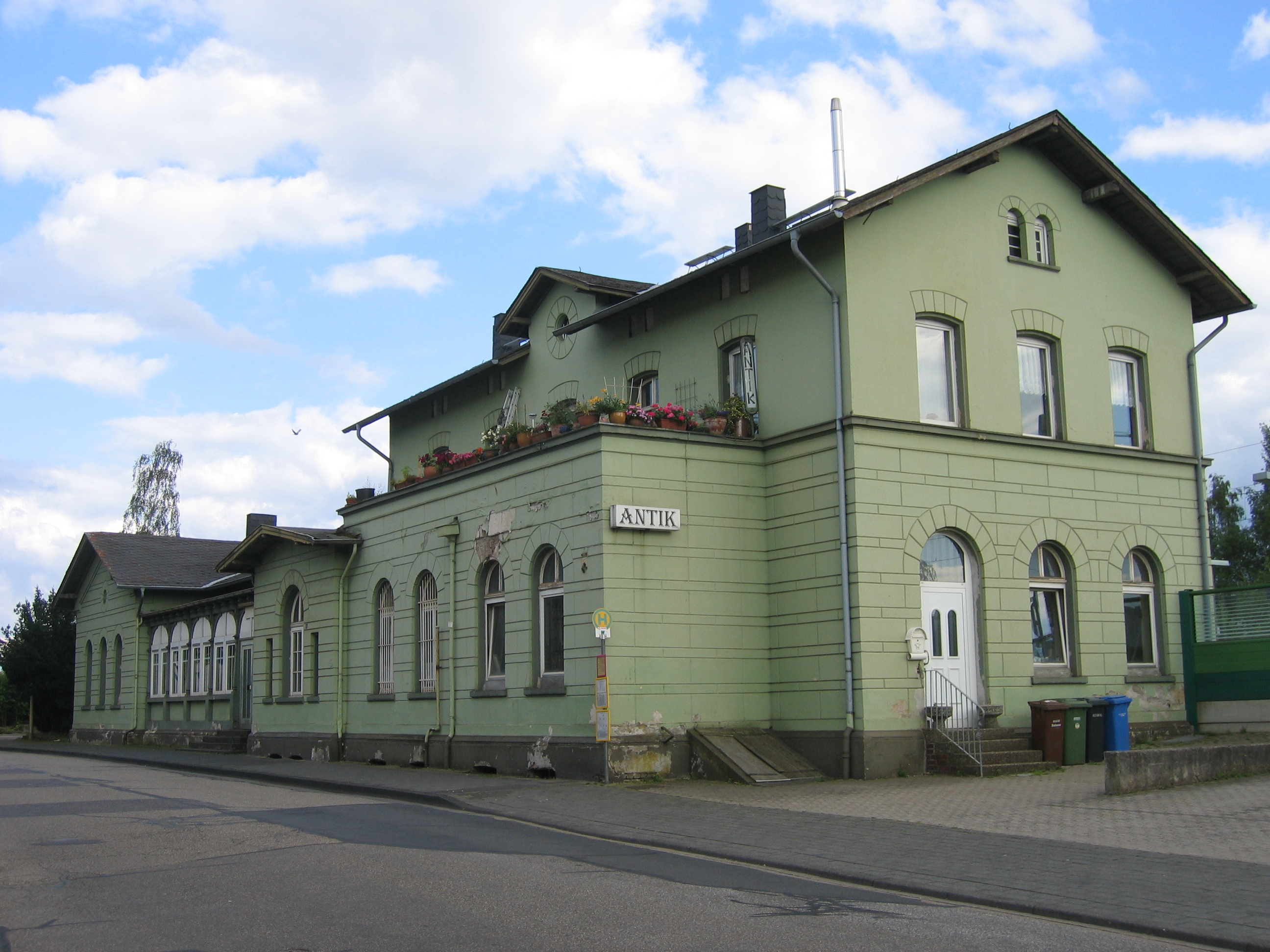
Bahnhofsgebäude Engers

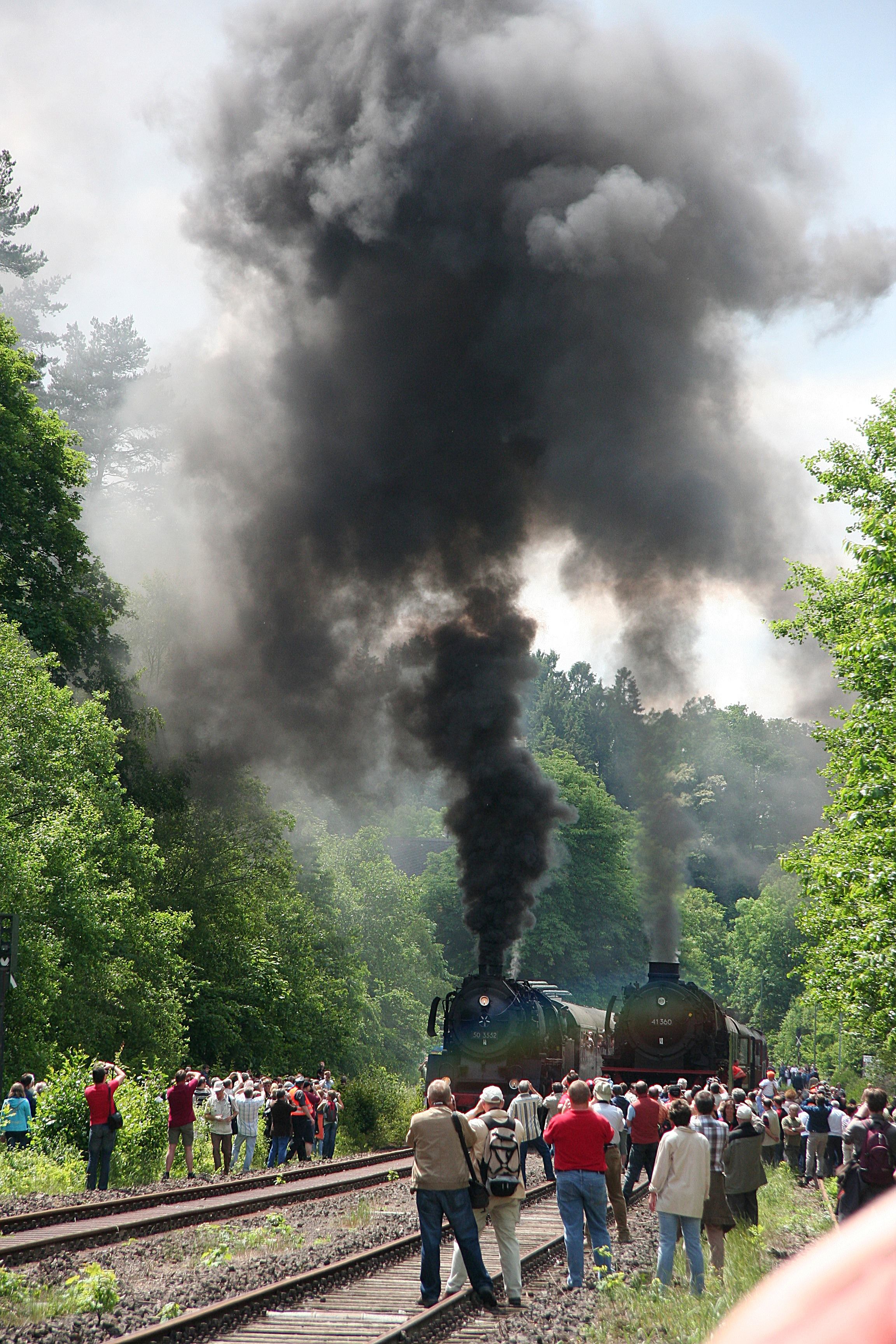
Dampfloks am 31. Mai 2009 beim Bahnfest zur Wiedereröffnung des Streckenabschnitts Grenzau–Siershahn

Der auch als Brexbachtalbahn bekannte Abschnitt entlang des Brexbachs verbindet die rechte Rheinstrecke mit der Unterwesterwaldbahn und verläuft von Neuwied-Engers über Bendorf, Grenzau und Ransbach-Baumbach nach Siershahn.
Am 31. Mai 1884 wurde die 21,6 Kilometer lange Strecke nach zwölfjähriger Planungs- und Bauphase eröffnet. Geplant und betrieben wurden sie und die heutige Holzbachtalbahn zunächst als Teil der Unterwesterwaldbahn. Zwischen Engers und Siershahn ist ein Höhenunterschied von 230 Metern zu bewältigen. Auf über 36 Brücken und Viadukten sowie durch sieben Tunnel verläuft die Bahnstrecke durch das Brexbachtal.
Nachdem der Personenverkehr auf Uerdinger Schienenbusse umgestellt worden war, wurden zum 20. Oktober 1952 nachträglich die Bedarfshaltepunkte Hundsdorf und Ebernhahn eingerichtet. Durch den Verein Brexbachtalbahn e. V. wurden zusätzliche Bedarfshaltepunkte in Bendorf/Sayn (Kaufland) und Kletterwald/Abtei Sayn eingerichtet sowie der Haltepunkt Pfadfinderlager reaktiviert.
Am 28. Mai 1989 begann mit der Einstellung des Schienenpersonennahverkehrs die schrittweise Stilllegung der Strecke. Am 1. August 1994 wurde der Güterverkehr zwischen Engers und der Anschlussstelle Ludwig eingestellt. Ein kleiner Teil wurde um 2001 noch beim Bau der Schnellfahrstrecke Köln–Rhein/Main genutzt, 2004 wurde auch der Abschnitt zwischen der Anschlussstelle Ludwig und Siershahn stillgelegt. Jahrelang war die Strecke stellenweise stark zugewachsen und nicht befahrbar.
Am 26. März 2007 wurde in Bendorf der Verein Brexbachtalbahn e. V. gegründet. Dieser hat sich zum Ziel gesetzt, die Bahn für den Tourismus wieder in Betrieb zu nehmen.
Am 13. Februar 2009 erteilte das Verkehrsministerium von Rheinland-Pfalz die Betriebsgenehmigung für den Abschnitt Siershahn–Grenzau. Im Rahmen eines Festes zum 125. Geburtstag der Brexbachtalbahn am 30. Mai 2009 und an den folgenden Pfingsttagen wurde der Streckenabschnitt mit Pendelfahrten eines Dampfzugs für den touristischen Verkehr in Betrieb genommen, nachdem Verkehrsminister Hendrik Hering zur Wiedereröffnung das rot-weiße Band durchschnitten hatte. Zusätzlich zu den Pendelfahrten kam ein Dampfsonderzug aus Oberhausen.
Im Jahr 2010 fanden erstmals touristische Zugfahrten auf dem Abschnitt Siershahn–Grenzau mit Schienenbussen der Baureihe 798, mit Dampfzügen und LINT-Triebwagen der Vectus Verkehrsgesellschaft statt. Weitere Fahrten wurden zu besonderen regionalen Ereignissen auf der Strecke angeboten. Im Dezember 2013 lief die Betriebsgenehmigung aus, sodass keine Fahrten mehr stattfanden. Der Stadtrat Bendorf stimmte am 28. März 2017 gegen eine Reaktivierung der Strecke.
Im März 2019 wurde für den Abschnitt Grenzau–Siershahn wieder eine Betriebsgenehmigung auf 25 Jahre erteilt. Die Strecke Engers–Grenzau wird als Baugleis regelmäßig von Bauzügen des Vereins Brexbachtalbahn e. V. befahren. Betrieben wird die Strecke von der Eifelbahn Verkehrsgesellschaft mbH (EVG). Im Juni folgte die Genehmigung für den Abschnitt Engers–Sayn.
Im Jahr 2025 veröffentlichte der SPNV Nord das Ergebnis einer Machbarkeitsstudie, in der der mögliche Betrieb einer Regionalbahnlinie zwischen Engers und Siershahn untersucht wurde. Die Studie kam zu einem Kosten-Nutzen-Faktor von 3,89 und hält somit die Reaktivierung der Strecke im regelmäßigen Personennahverkehr für volkswirtschaftlich sinnvoll.
Ab dem Bahnhof Grenzau zweigte die Bahnstrecke Grenzau–Hillscheid ab, welche via Bahnhof Höhr-Grenzhausen nach Hillscheid verlief.

## Abschnitt Siershahn–Altenkirchen

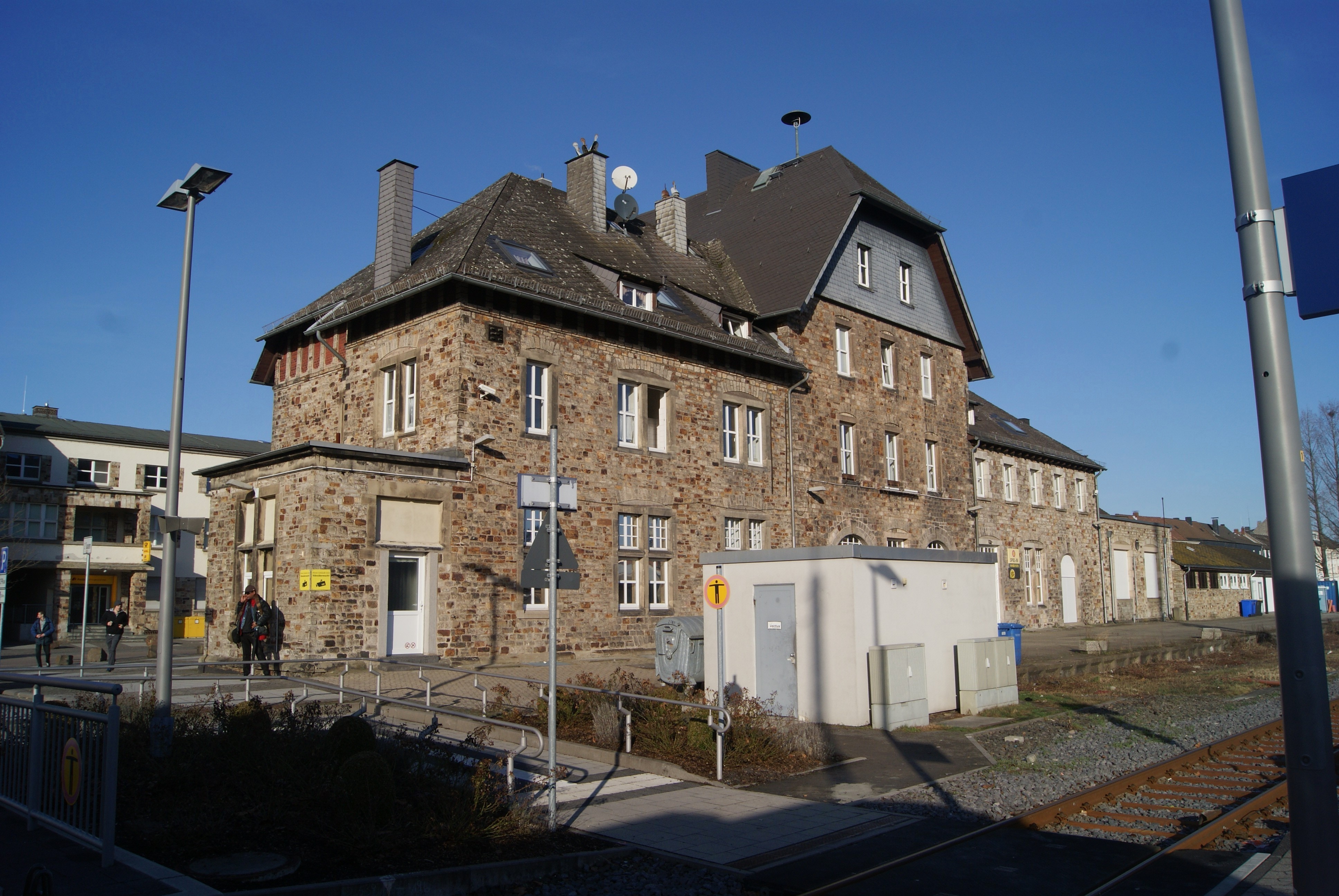
Empfangsgebäude Bahnhof Altenkirchen (Westerwald)

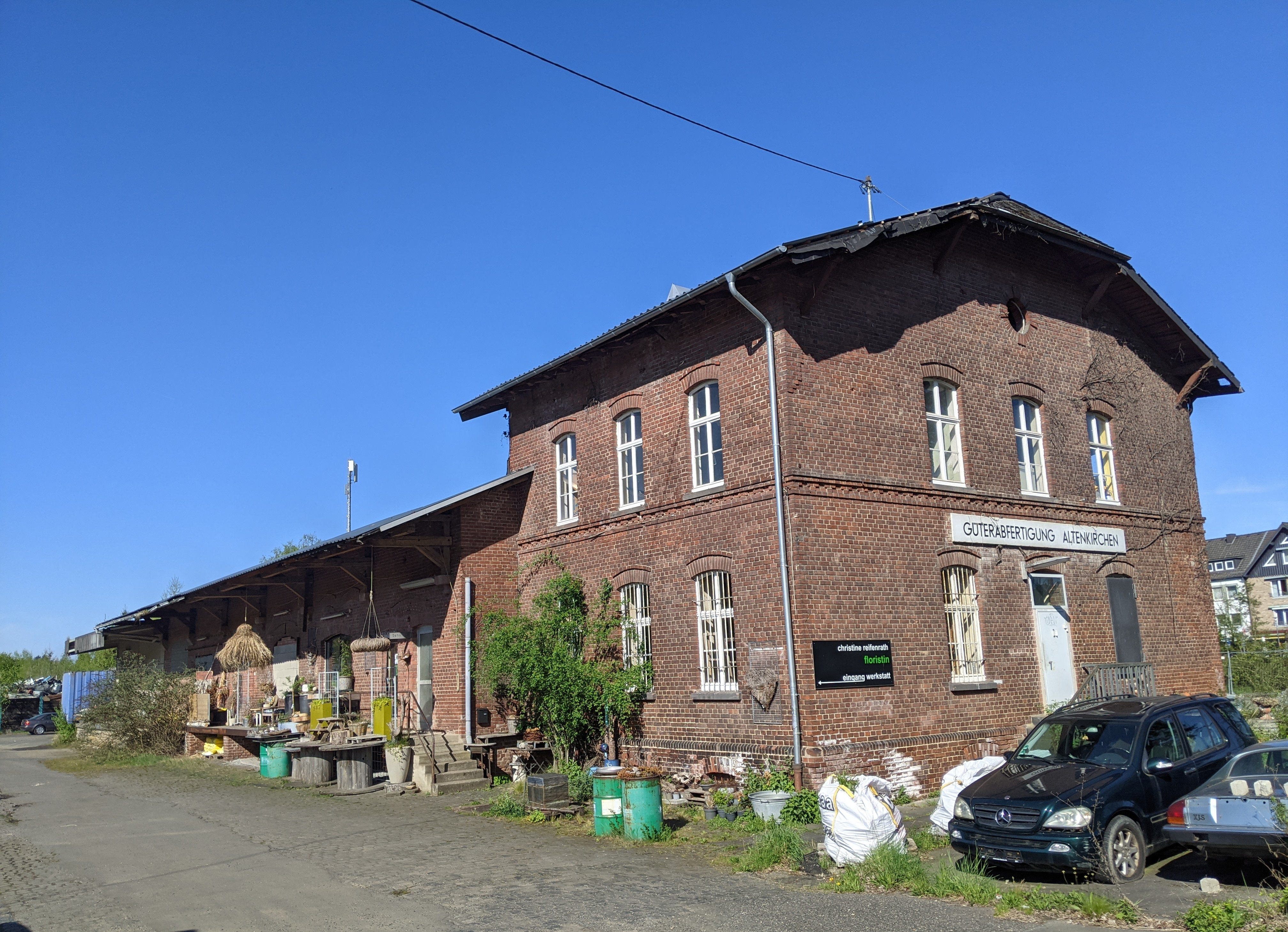
Güterbahnhof Altenkirchen

Der Streckenabschnitt Siershahn–Altenkirchen wurde zusammen mit dem Abschnitt von Engers bis Siershahn am 30. Mai 1884 in Betrieb genommen.
Der auch als Holzbachtalbahn bezeichnete Abschnitt wurde von 1884 bis zum 2. Juni 1984 auch im Personenverkehr genutzt; von 1912 bis 1945 mündete zwischen den Bahnhöfen Flammersfeld und Seifen die Strecke von Linz (Rhein) ein. Nachträglich ergänzt wurden zum 20. Oktober 1952 die Bedarfshaltestellen Mogendorf, Nordhofen, Brückrachdorf, Wienau, Berzhausen und Schöneberg. Der Bahnhof Marienrachdorf wurde zum 7. Juli 1967 in einen unbesetzten Haltepunkt umgewandelt.

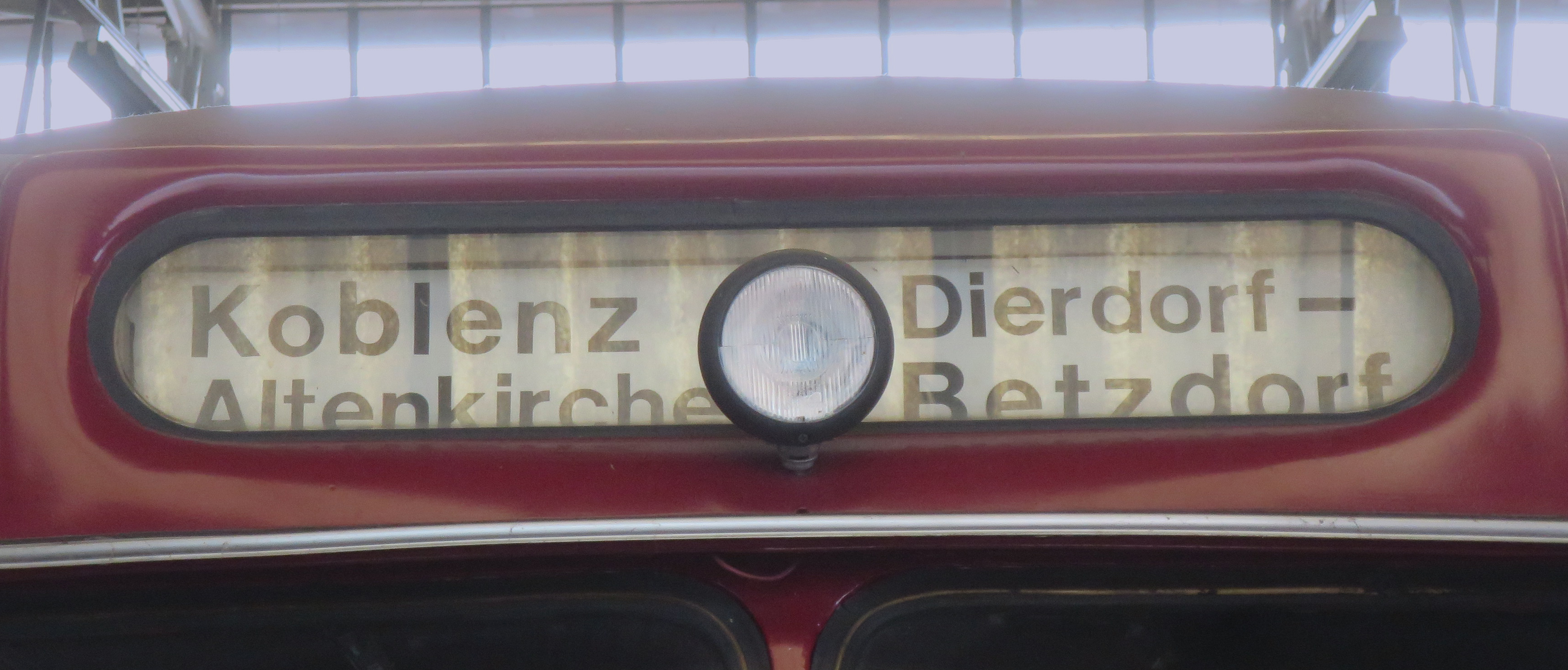
Zielschild des Schienen-Straßen-Omnibusses

Von 1954 bis 1967 führte auch die Verbindung Koblenz–Betzdorf des Schienen-Straßen-Omnibusses über die Strecke, wobei dieser ab Dierdorf (Bz Koblenz) auf Gleisen fuhr.
Von Altenkirchen aus findet heute noch Güterverkehr statt. Über eine Reaktivierung der Verbindung im Personenverkehr wird seit einigen Jahren diskutiert, im Jahr 2004 fanden Probefahrten mit einem Triebwagen der Vectus Verkehrsgesellschaft zwischen Altenkirchen und Raubach statt.

### Übernahme durch die Westerwaldbahn

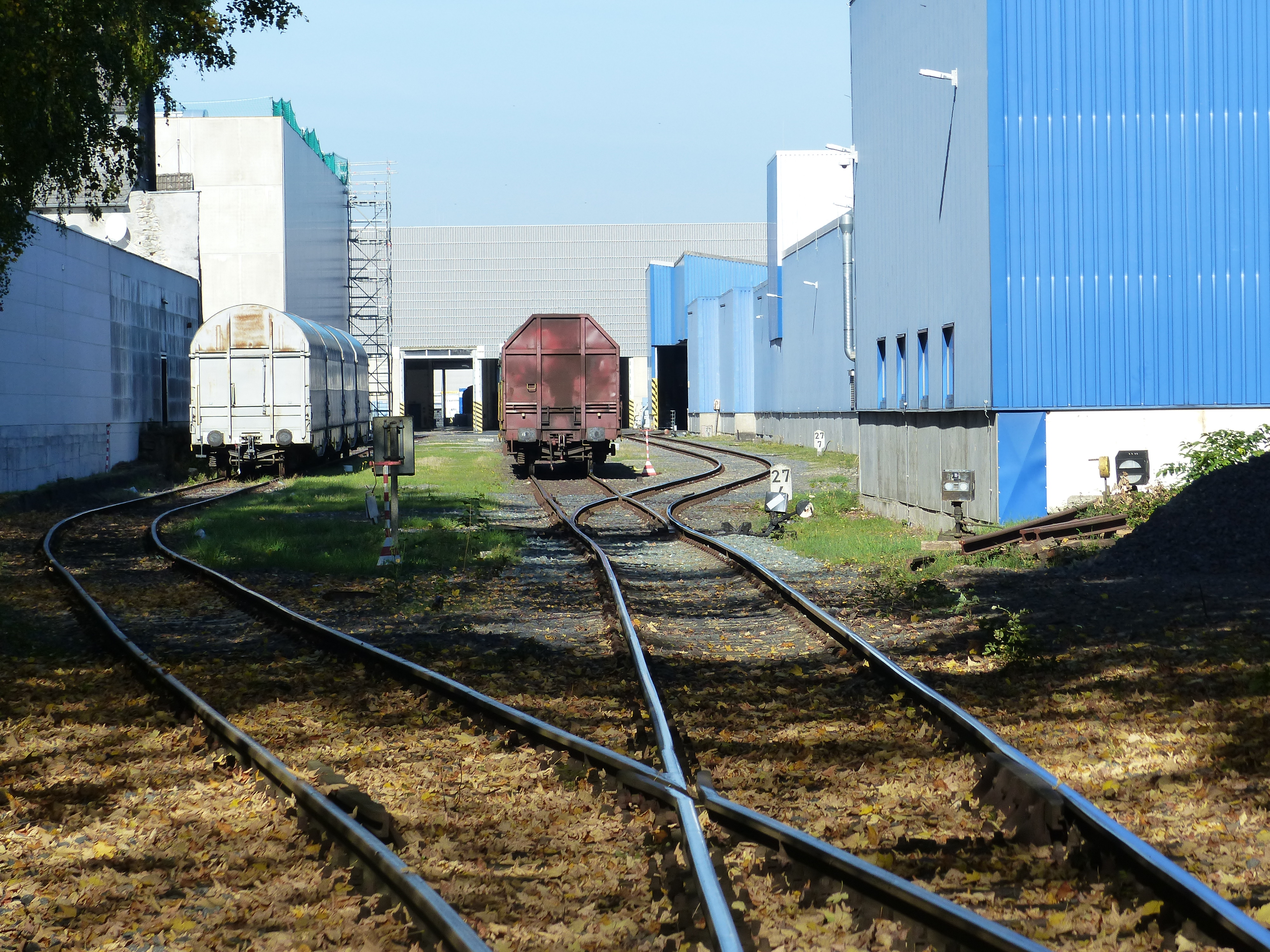
Passage des Betriebsgeländes der Firma Schütz

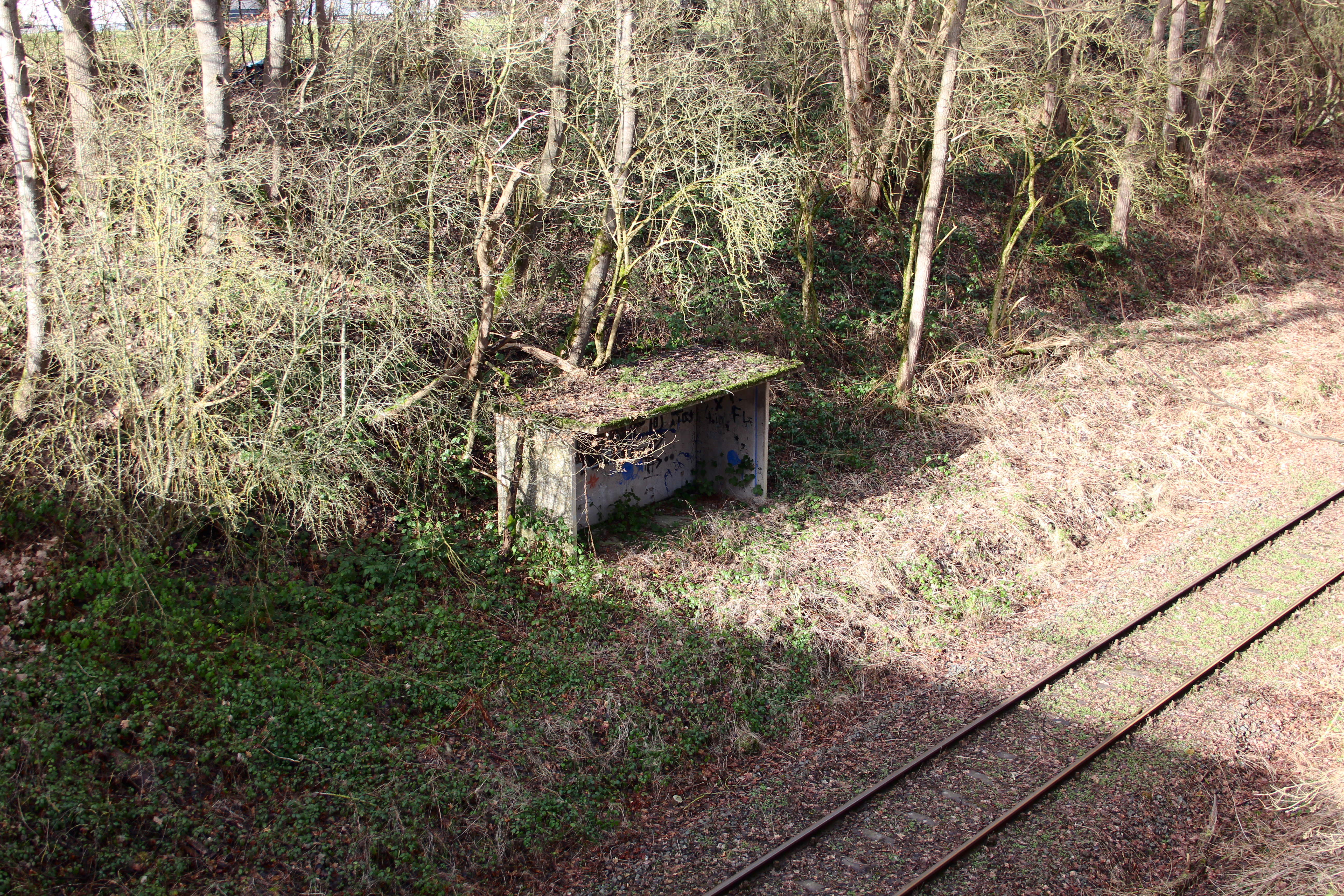
Haltepunkt Nordhofen

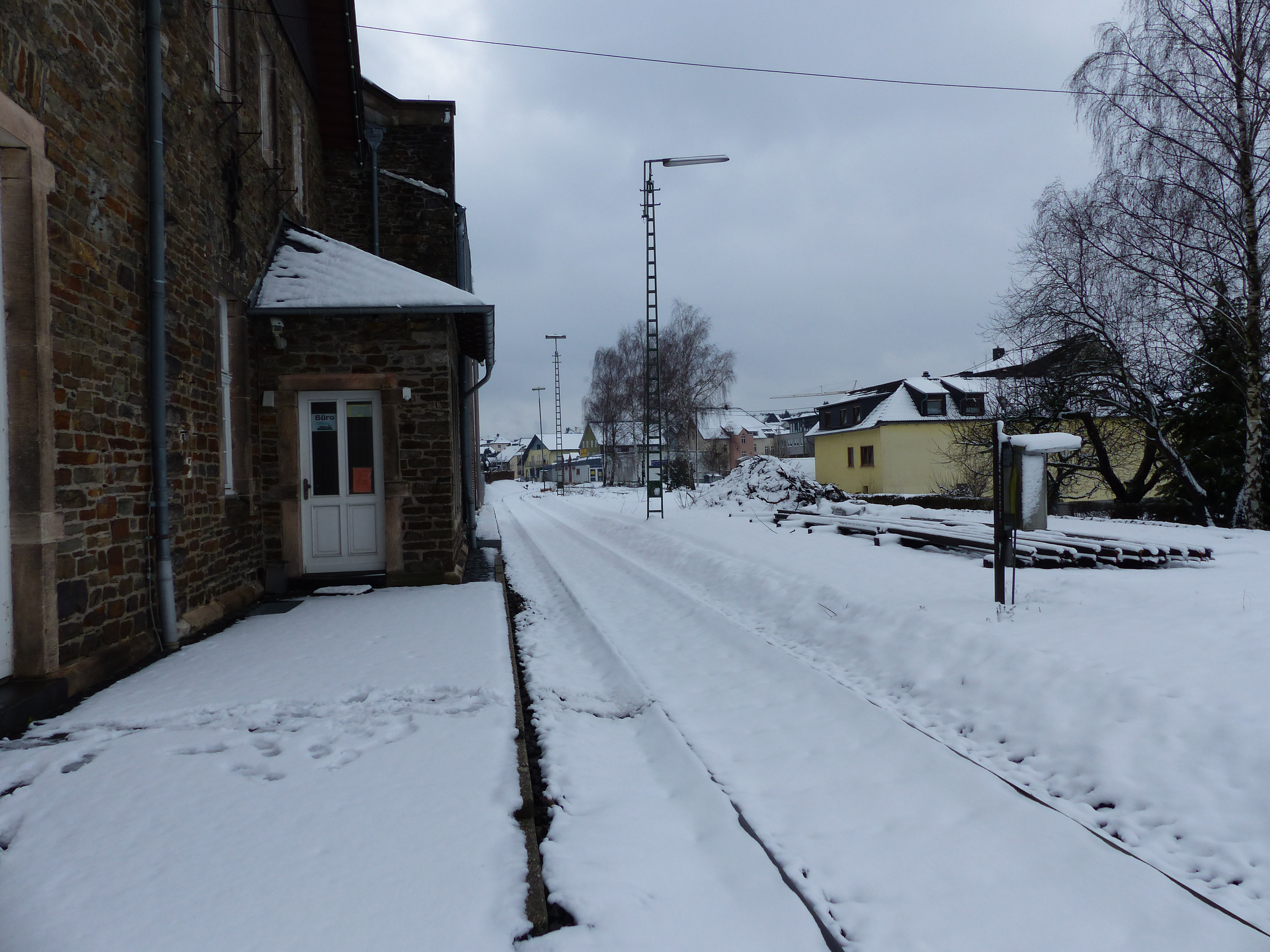
Bahnhof Puderbach

Im Jahre 2005 wurde die Infrastruktur der 1999 stillgelegten Strecke Selters–Raubach Eigentum der Westerwaldbahn (WEBA). In 2006 wurde die reaktiviert. Zusammen mit dem Abschnitt Raubach–Altenkirchen bediente die WEBA seitdem von Altenkirchen aus wieder Güterkunden auf der Schiene, u. a. einen Gleisanschluss in Neitersen und zur Firma Schütz Behälterbau in Selters, dort quert die Bahnstrecke im Werksgelände auch Fabrikhallen. Eingesetzt wurden Dieselloks des Typs OnRail DH 1004 (umgebaute Baureihe V 100 der Deutschen Bundesbahn). Nur bei Sperrung der Strecke über Montabaur gab es Durchgangsgüterverkehr. 2017 erreichte die Transportmenge ihren Höchstwert von 230.000 Tonnen, was einen kostendeckenden Betrieb ermöglichte.
Im Juni 2017 beschloss der Kreistag Altenkirchen die Kündigung der Kooperationsvereinbarung mit DB Cargo sowie die Einleitung eines Stilllegungsverfahrens für die Holzbachtalbahn durch die kreiseigene Westerwaldbahn zum 31. Dezember 2017. Gegen eine wegen des vergleichsweise schlechten Zustands notwendige Modernisierung der Strecke hatte ein Konkurrent der Firma Schütz, die Firma Werit in Altenkirchen, geklagt, da man im Gleisanschluss beziehungsweise der Sanierung der Strecke auf Kosten der öffentlichen Haushalte einen unrechtmäßigen Wettbewerbsvorteil für Schütz sah. Der Güterverkehr wurde dann Anfang Dezember 2017 teilweise, im August 2018 komplett von der DB Cargo übernommen. Sie wickelt außer einem Leerwagenzug pro Woche den gesamten Verkehr über Montabaur ab. Zum Jahresende 2017 hatte die Westerwaldbahn die Gleisanschlussverträge gekündigt.

### Übernahme und Sanierung durch die Lappwaldbahn
Im Juni 2018 wurde bekannt, dass die Gesellschafterversammlung der Westerwaldbahn einem Übernahmevertrag mit der Lappwaldbahn zustimmte. Da auf der Bahnstrecke Limburg-Staffel–Siershahn keine weiteren Trassen frei sind, ist die Holzbachtalbahn für den Güterverkehr weiter von Bedeutung. Um die Wettbewerbsbeschwerde zu entkräften, wird unter anderem ein touristischer Verkehr erwogen.
Am 26. November 2018 kaufte die Lappwaldbahn Service GmbH die Strecke, deren Eigentümerin sie zum 1. Januar 2019 wurde. Nach einer provisorischen Instandsetzung konnte der Güterverkehr auf der Strecke Ende 2019 testweise wieder aufgenommen werden. Seit September 2020 wird eine vollständige Instandsetzung durchgeführt, bei welcher im ersten Schritt der Güterverkehr für ein halbes Jahr komplett ausgesetzt wurde, damit fünf Brücken komplett neugebaut werden können; ab 2021 sollte der Güterverkehr auf der Strecke mit einer Leistung von fünf bis sechs Zügen pro Woche zwischen Altenkirchen und Selters wieder aufgenommen werden. Die Arbeiten sollen im Jahr 2023/24 komplett abgeschlossen sein, laut der Lappwaldbahn ist ab dann auch wieder ein Personenverkehr auf der Strecke möglich. Für die Arbeiten an der Strecke investiert die Lappwaldbahn einen zweistelligen Millionenbetrag.
Im Zuge dieser Streckensanierung wurden im Jahr 2022 auf Teilabschnitten neben diversen Schienen auch die vorhandenen Stahlschwellen, teilweise aus dem Jahr 1927 stammend, nach fast 100-jähriger Nutzungsdauer, gegen moderne Betonschwellen ausgetauscht.

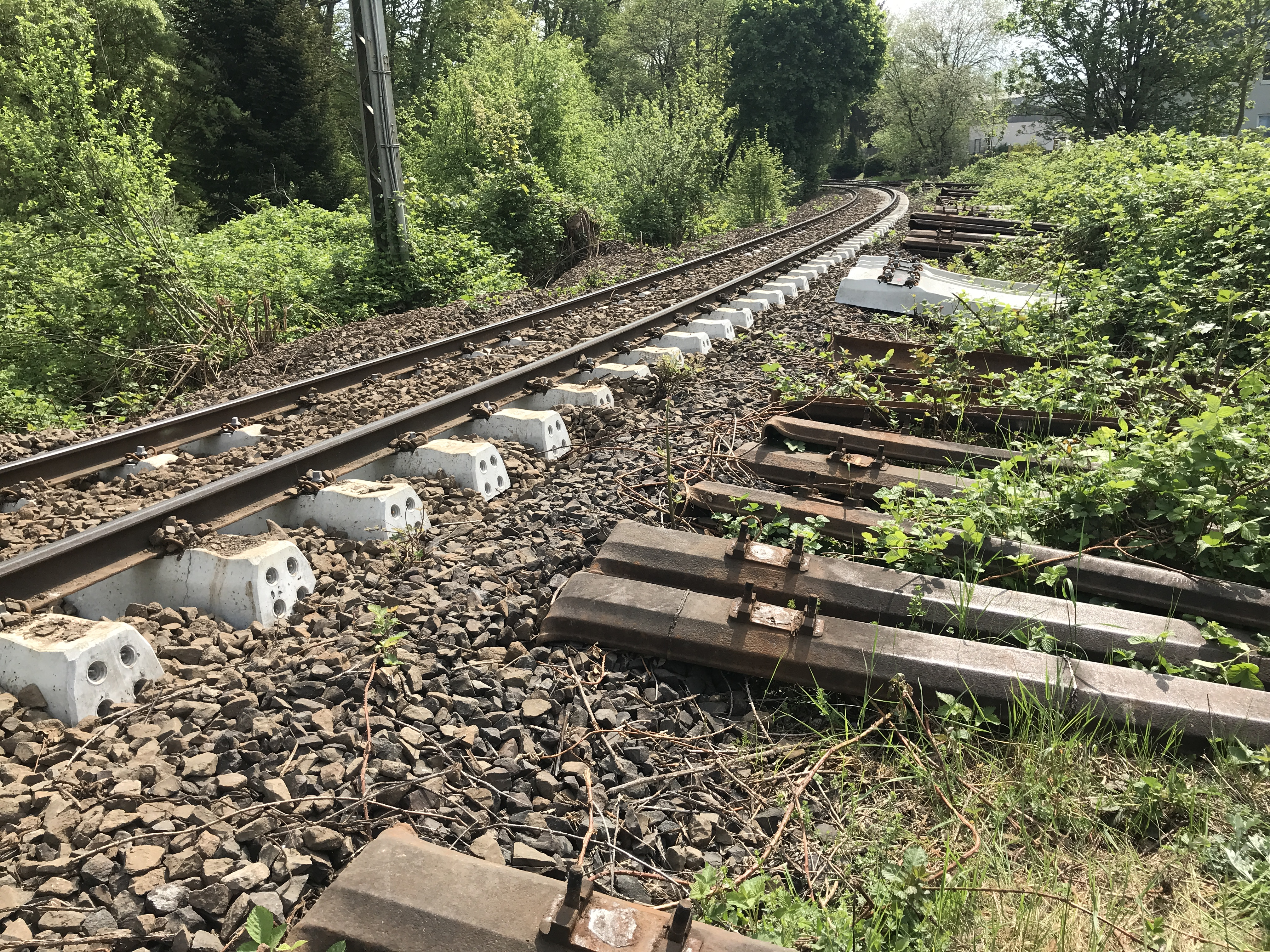
Sanierung der Strecke im Jahr 2022
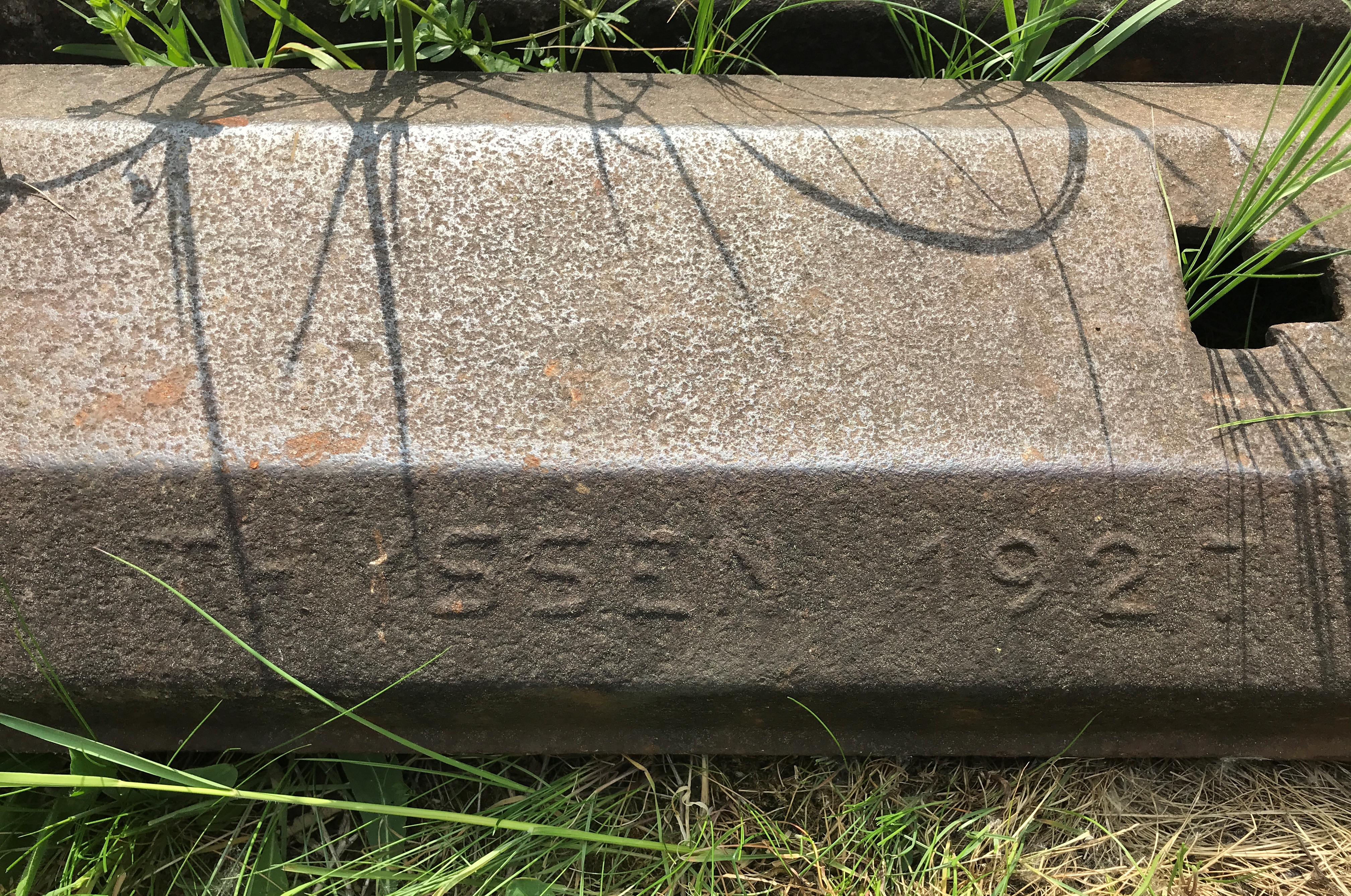
Stahlschwelle von 1927

## Abschnitt Altenkirchen–Au (Sieg)

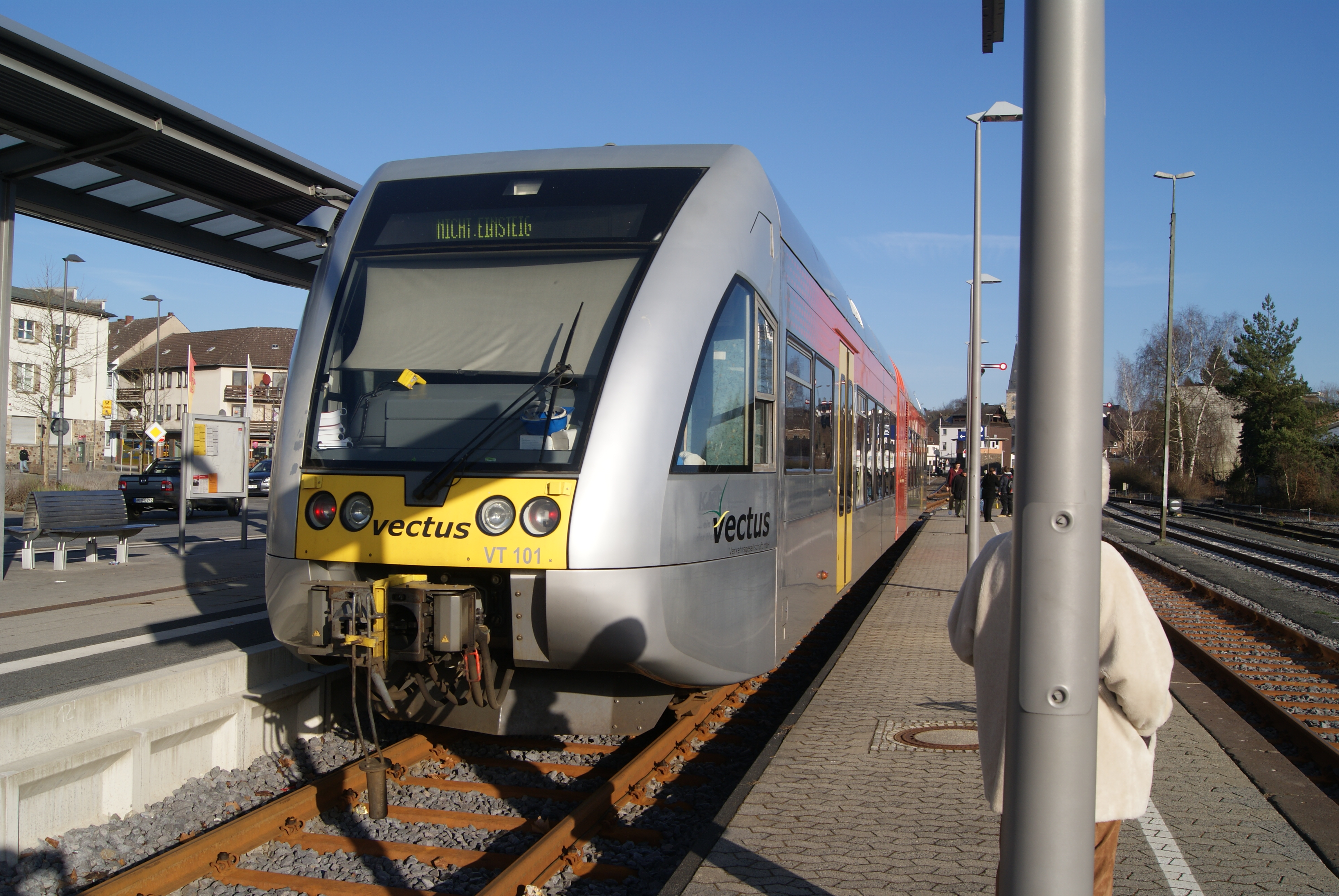
vectus-Triebwagen im Einsatz auf der Oberwesterwaldbahn beim Zwischenhalt im Bahnhof Altenkirchen (Westerwald)

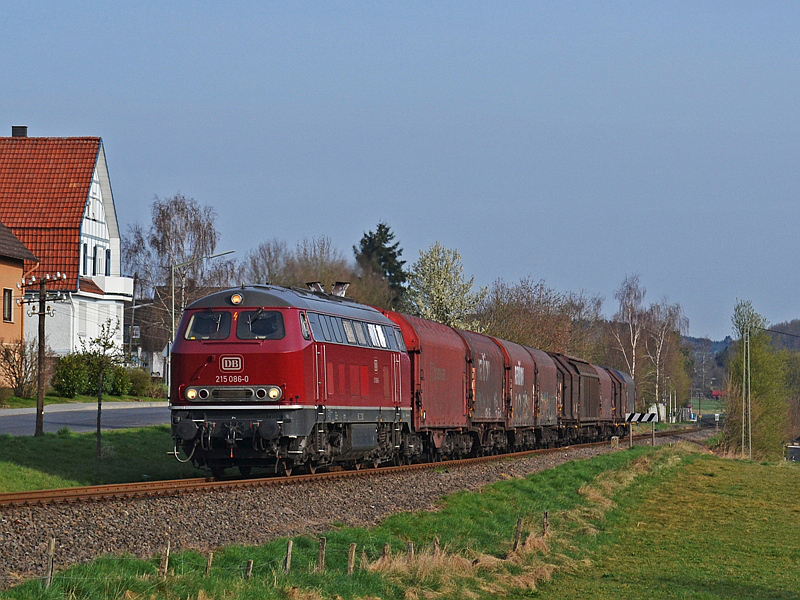
Der planmäßig von Montag bis Freitag verkehrende Güterzug nach Selters zur Firma Schütz Behälterbau mit einer Diesellokomotive der Baureihe 215 bei Obererbach.

Der Bau der zusammen mit der Strecke von Limburg über Westerburg unter dem Liniennamen Oberwesterwaldbahn vermarktete Abschnitt Altenkirchen–Au (Sieg) wurde am 21. Mai 1883 beschlossen und am 1. Mai 1887 eröffnet. Nach dem Zweiten Weltkrieg prägten auch hier Uerdinger Schienenbusse den Betrieb. Zum 20. Oktober 1952 wurde – ursprünglich als Bedarfshalt – der Haltepunkt Kloster Marienthal in Betrieb genommen und die spätere Eröffnung des Haltepunkts Hohe Grete (heute: Pracht Hohegrete) angekündigt. Bis 1975 fuhren auf der Strecke regelmäßig Dampfloks. Zuletzt waren es mit Betzdorfer Loks der Baureihe 50 bespannte Schotterzüge aus Erbach in Richtung Troisdorf/Köln.
1986 schlossen die Deutsche Bundesbahn und das Land Rheinland-Pfalz eine Rahmenvereinbarung, die vorsah, dass beide Partner Planungen zur Verbesserung des Verkehrsangebotes durchführen und eine zehnjährige Bestandsgarantie für den Nahverkehr auf der Strecke Au–Limburg besteht. Daraufhin wurde 1988 das Zugangebot zwischen Au und Altenkirchen ausgebaut. So wurde der Betrieb weitgehend auf die neue Baureihe 628 umgestellt, die Fahrzeiten durch die Einrichtung von Bedarfshalten beschleunigt und die Zahl der Fahrten erhöht. Trotz dieser Vereinbarung und der steigenden Zugzahl um 9 Fahrten täglich sank die Querschnittsnachfrage weiter, im Abschnitt Altenkirchen–Au montags bis freitags konkret von 955 Fahrgästen im Jahr 1988 auf 697 pro Tag im Jahr 1992. Daraufhin wurde das Angebot zum Fahrplanwechsel im Jahr 1993 stärker vertaktet und der Verkehr in Schwachlastzeiten ausgeweitet. Gleichzeitig wurde dieser Abschnitt auf signalisierten Zugleitbetrieb umgestellt.
Mit ihrer Betriebsaufnahme setzte die Vectus Verkehrsgesellschaft mbH ab dem 12. Dezember 2004 ihre neuen LINT-Triebwagen ein, die die 1986 eingerichteten Bedarfshalte wieder als reguläre Halte bedienen konnten. Zum Fahrplanwechsel am 14. Dezember 2014 übernahm die Hessische Landesbahn (HLB) die Verkehre auf der Oberwesterwaldbahn für einen Zeitraum von 16 Jahren sowie Fahrzeuge und Personal von Vectus. Die jetzigen Zugleistungen sind unter der Bezeichnung Westerwald-Sieg-Bahn (RB 90) in der Regel von Siegen durchgebunden, hinzu kommen einzelne Verstärkerfahrten im Abschnitt Altenkirchen–Au. Da der Ausbau noch nicht die Fahrzeiten Siegen–Altenkirchen–Limburg mit allen geplanten Halten laut Deutschlandtakt zulässt, endeten die meisten Fahrten zunächst in Westerburg. Die Fahrten zwischen Betzdorf, Au und Altenkirchen werden jede zweite Stunde verdoppelt.
Anfang 2023 wurde bekanntgegeben, dass zum Fahrplanwechsel im Dezember 2025 drei zweiteilige Siemens Mireo Plus B-Triebwagen im Pilotbetrieb zum Einsatz kommen sollen. Diese gingen aus einer Fahrzeugausschreibung der Hessischen Landesbahn hervor und sind Teil eines Tests des SPNV-Nord zur Dekarbonisierung des Schienenverkehrs.

### Stationen
| Bahnhof            | Gemeinde Ortsteil         | Preisklasse | Beschreibung | Bild                                      |
| ------------------ | ------------------------- | ----------- | --- | ----------------------------------------- |
| Au (Sieg)          | Windeck (Sieg) Au (Sieg)  | 3           | Der Bahnhof wurde bereits 1860 mit der Eröffnung der Siegstrecke in Betrieb genommen. Nachdem die Oberwesterwaldbahn nach Altenkirchen angeschlossen wurde, entstand ein wichtiger Bahnknotenpunkt. Der Bahnhof gliedert sich in einen Güterbahnhof, den Personenbahnhof an der Siegstrecke mit 5 Bahnsteiggleisen für die Züge der Deutschen Bahn und einen kleinen Flügelbahnhof mit nur einem Bahnsteig und einem Gleis, an welchem die Züge der Bahnstrecke Engers–Au abfahren.                                                                                           | Bahnhof Au (Sieg)                         |
| Geilhausen         | Windeck (Sieg) Geilhausen | 7           | Der Haltepunkt Geilhausen besteht aus einem Bahnsteig mit Wartehäuschen. | Haltepunkt Geilhausen                     |
| Hohegrete          | Pracht Wickhausen         | 7           | Die Station Hohegrete besteht aus einem Bahnsteig mit Wartehäuschen. Das Stationsschild zeigt die Schreibweise Hohe Grete. | Haltepunkt Hohe Grete                     |
| Breitscheidt       | Breitscheidt              | 6           | Breitscheidt ist der einzige Zwischenhalt auf dem Streckenabschnitt, der als Bahnhof klassifiziert ist. Im Bahnhof sind Zugbegegnungen möglich. |                                           |
| Kloster Marienthal | Hilgenroth                | 7           | Der Haltepunkt Kloster Marienthal liegt unmittelbar vor dem Nordportal des Marienthaler Tunnels unterhalb des ehemaligen Franziskanerklosters und verfügt wie die übrigen Haltepunkte auch nur über eine Grundausstattung. Angeschlossen wird der gleichnamige Ortsteil von Seelbach. Eine Schließung des Haltepunkts wurde diskutiert, da er nicht mehr den Sicherheitsanforderungen des Eisenbahn-Bundesamts genügt und lediglich acht Fahrgäste pro Woche aufweist. Zum Fahrplanwechsel am 15. Dezember 2019 wurde der Haltepunkt wieder in einen Bedarfshalt umgewandelt. |                                           |
| Obererbach         | Obererbach (Westerwald)   | 7           | Der Haltepunkt Obererbach liegt im Ortsteil Niedererbach der Ortsgemeinde, einige hundert Meter vor dem Südportal des Marienthaler Tunnels. Auch dieser verfügt lediglich über eine geringe Ausstattung. | Ehemaliges Bahnhofsgebäude von Obererbach |
| Altenkirchen       | Altenkirchen (Westerwald) | 6           | → Hauptartikel : Bahnhof Altenkirchen (Westerw) | Bahnhofsgebäude von Altenkirchen          |

### Anschluss
Anschluss im Personenverkehr an Bahnen nach Siegen, Köln und Aachen besteht am Bahnhof Au an der Sieg, in Richtung Hachenburg, Diez und Limburg am Bahnhof Altenkirchen.
Regionalbusse verbinden die Stationen Altenkirchen und Au an der Sieg mit dem Busnetz im Auftrag des VRM bzw. VRS.
Der Marienwanderweg liegt entlang der Nister und geht von Marienthal nach Marienstatt.

## Tarife
Auf dem einzigen Abschnitt mit Personenverkehr von Altenkirchen bis Au an der Sieg gilt der Tarif des Verkehrsverbund Rhein Mosel sowie der Tarif des Verkehrsverbund Rhein Sieg bei Fahrten, welche im VRS Gebiet ihr Start oder Ziel haben.
Zudem sind das Rheinland-Pfalz-Ticket, NRW-Ticket und Quer-durchs-Land-Ticket am gesamten Abschnitt nutzbar.

### Planungen
Im November 2020 haben das Land Rheinland-Pfalz und die Deutsche Bahn eine Rahmenvereinbarung zum Bau neuer Stationen und zur Verlegung bestehender Stationen unterzeichnet. Im Rahmen der Stationsoffensive soll ab 2027 ein neuer Halt in Pracht-Wickhausen entstehen, der den bisherigen Halt Hohegrete ersetzt. Der Zweckverband SPNV Nord lässt 2024 eine Nutzen-Kosten-Untersuchung zur Reaktivierung der Brexbachtalbahn durchführen.